# Ilya Kuzmichyov
Ilya Aleksandrovich Kuzmichyov (tiếng Nga: Илья Александрович Кузьмичёв; sinh ngày 10 tháng 1 năm 1988) là một cầu thủ bóng đá người Nga. Anh thi đấu cho F.K. Tom Tomsk.